# Türkkan
Türkkan ist ein türkischer männlicher Vorname und Familienname. Der Name bedeutet „von türkischer Abstammung“ (wörtlich „türkisches Blut“).

## Namensträger

### Familienname
- İbrahim Türkkan (* 1983), türkischer Fußballspieler
- Murat Türkkan (* 1983), türkischer Fußballspieler
- Ömer Fahrettin Türkkan (1868–1948), osmanischer Offizier und türkischer Diplomat